# Менайотин, Ваенхонг
Ваенхонг Менайотин (тайск. วันเฮง มีนะโยธิน, род. 27 октября 1985 года в провинции Махасаракам, Таиланд) — тайский боксёр-профессионал, выступающий в минимальной (Minimumweight) (до 47,6 кг) весовой категории. Чемпион мира (по версии WBC, 2014 — н. в.). По версии BoxRec на 1 августа 2020 года занимает 1 место (52.20 баллов) среди боксеров минимального веса (до 47.6 кг или 105 фунтов) и 129 место среди боксеров вне весовой категории.

## Профессиональная карьера

### 2007 год
Профессиональный дебют в боксе прошёл 26 января 2007 года, в городе Так на западе Таиланда в боксерском бою из 6 раундов против филиппинца дебютанта Роэль Гаде, и выиграл его по единогласному мнению судей. 23 февраля 2007 года в Бангкоке в 8-раундовом бою встретился с Дэнни Линасом из Филиппин у которого в карьере было 26 поражений при 8 победах, победа единогласным мнением судей Ваенхонга. 30 марта 2007 года в своём третьем профессиональном бою дрался за вакантный молодежный титул WBC и выиграл бой нокаутом в 1 раунде у китайца Имин Мао. Впоследствии защитил этот титул 8 раз. Дважды защитил в 2007 году (выиграл у филиппинцев Денниса Хунтильяно единогласным мнением судей и Армандо де ла Круз нокаутом в 5 раунде).

### 2008 год
3 раза в 2008 году (выиграл у индонезийца Софьян Эффенди единогласным мнением судей, затем победил нокаутом в 6 раунде дебютанта из КНДР Кук Чхоль Джон, и выиграл единогласным мнением судей у филиппинца Ардина Диале).

### 2009 год
Был очень активен в 2009 году в котором провел 4 боя, в трех из них защитил свой титул, сперва 25 февраля единогласным решением судей выиграл джорнимена из Индонезии Ади Нукунга, затем 26 июня также единогласным мнением выиграл у филиппинца Рауля Лагунеро и последнюю 8 защиту титула провел 10 ноября против джорнимена из Индонезии Джастина Голден Бои, которого выиграл нокаутом в 3 раунде. И 24 декабря 2009 года вышел драться за промежуточный титул WBC International, к моменту боя Ваенхонг имел в активе 11 побед, противником был филиппинец Джейсон Ротони, бой состоял из 12 раундов и закончился единогласным решением судей в пользу Ваенхонга, который завоевал новый титул и которого защитит дважды(оба раза выиграет единогласным решением судей у филиппинцев Ронелли Феррерас и у Джейсона Ротони с которым ранее встречался и также выигрывал).

### 2011 год
6 января 2011 года в своем 15-м профессиональном бою борется с филиппинцем Реми Куамботом за вакантный титул WBC International Silver, выиграл в 10 раунде техническим остановкой боя(примечательно что после этого боя Реми завершил карьеру). Защитил титул 3 раза и все в 2011 году против боксеров из Филиппин, 31 марта выиграл техническим остановкой боя в 6 раунде у Ноли Моралеса, затем 24 июня у Флоранте Кондеса единогласным решением судей, 20 сентября нокаутом в 11 раунде у Джетли Пурисима.
11 ноября 2011 года в 19-м профессиональном бою вышел биться за вакантный титул WBC International (4-й региональный титул WBC в его карьере) против филиппинца Крисона Омаяо по прозвище « Ковбой», победил его единогласным решением судей. В конце 2011 года провел не титульный бой против гейткипера из Филиппин Альберта Алькоя и также выиграл единогласным мнением судей.

### 2012 год
2012 году провел 5 боев (3 из них защита титула, а два не титульные), 24 февраля выиграл нокаутом в 9-м раунде у перспективного филиппинца Джонатана Рефугио, затем провел два не титульных боя против джорнименов из Индонезии, первого Бой Танто выиграл нокаутом во 2-м раунде, а второго Софвана Ломбока решением единогласным. Затем две защиты титула против представителей Филиппин, 28 сентября нокаутом в 8 раунде повержен Джерсон Лузарито, 3 декабря Ройло Голез единогласным решением судей.

### 2013 год
2013 год был насыщенным для Ваенхонга, он провел 7 боев (из которых всего дважды защитил свой титул, после которого оставил региональный титул вакантным). 25 января 6-раундовый (титул на кону не стоит) бой против индонезийца Джека Амиса (он с ним встретится еще раз в ноябре этого же года) победа единогласным решением судей, 26 победа в карьере. 29 марта победа единогласным решением судей над джорнименом из Индонезии Самуэлем Теуайо (титул на кону не стоял). 31 мая защитил титул выиграв нокаутом в 9 раунде филиппинца Рауля Пуста. 24 июля побеждает нокаутом во 2 раунде гейткипера из Индонезии Доми Ненокеба. 30 августа в последний раз защитит свой титул (всего защит 5) победив единогласным мнением судей японца Юма Ивахаси. И он проводит 5 рейтинговых боев (2 боя 2013 году против джорнименов из Индонезии Джека Амиса и Мадита Сада обоих выиграет единогласным решением судей).

### 2014 год
Перед чемпионским боем в 2014 году проводит три боя против боксеров из Индонезии двое из которых он ранее побеждал, 28 марта единогласным мнением Хери Амола, 25 апреля побеждает нокаутом в 4 ранде Доми Ненокеба (первый бой также завершился нокаутом) и 26 июня также повторно единогласным мнением судей Самуэля Теуайо.
6 ноября 2014 года в зрелищном бою победил мексиканца Освальдо Новоа и стал новым чемпионом мира в минимальном весе по версии WBC.

### 2015 год
Первую защиту титула проводит в 2 мая 2015 года против небитого филиппинца Джеффри Галеро (11-0-0) победил единогласным решением судей. Проходит небольшой промежуток проводит вторую защиту 2 июня побеждает нокаутом в 9 раунде Джерри Томогдана из Филиппин. 8 октября проводит 6 раундовый бой против джорнимена из Индонезии Арди Буюнга побеждает техническим нокаутом в 4 раунде (титул на кону не стоял). 24 ноября проводит третья защиту против Янг Гил Бэ из Южной Кореи, у Янга получилось выиграть первые 4 раунда но проиграл техническим нокаутом в 9 раунде.

### 2016 год
3 марта 2016 года Ваенхонг проводил защиту титула против бывшего претендента на титулы IBF и WBO(проиграл нокаутом Катцунари Такаяме) японца Го Одайре, бой не получился конкурентным Го проиграл техническим нокаутом в 5 раунде. 27 мая промежуточный 8 раудовый бой против Эдо Анггоро из Индонезии, выиграл его нокаутом в 4 раунде. 2 августа проводит защиту против мексиканца Сауля Хуареса, бой продлился все 12 раундов и Ваенхонг выиграл единогласным решением судей. 14 декабря проводит 6 раундовый бой против джорнимена их Индонезии Силема Серанга, победа единогласным мнением судей.

### 2017 год
2017 году провел 5 боев (трижды защитил титул, и два боя не титульных). 25 января встретился с непобежденным филиппинцем Мелвином Иерусалим (11-0-0) бой близкий, но за счет опыта Ваенхонг перебил оппонента и выиграл единогласным мнением судей. Проходит не большой промежуток и 31 марта в 6 раундовом бою побеждает крепкого середняка из Филиппин Джейсевера Абседе единогласным мнением. 3 июня седьмая защита титула против танзанийца выступающего за Австралию Омари Кимвери, во время боя Ваенхонг получил рассечение брови но это не помещало выиграть все раунды у Омари и выиграть единогласным мнением. 25 августа проводит бой из 6 раундов против Джека Амису из Индонезии(третий бой по счету) и побеждает комфортно единогласным мнением. 25 ноября дерется против бывшего «временного» чемпиона по версии WBO японца Тацуя Фукухара бой был близкий но победу отдали Ваенхонгу единогласным мнением.

### 2018 год
Особенно продуктивным для тайского боксера стал 2018 год, в котором он побил казалось бы вечный рекорд Флойда Мейвезера-младшего, одержав 52 победы на профессиональном ринге при отсутствии поражений. 2 мая нокаутом в 5 раунде побежден панамец Лерой Эстрада. 29 августа Ваенхонг проводил 10 защиту титула против филиппинца Педро Тадурана(будущий чемпион по версии IBF) выиграл его единогласным мнением судей, и догнал Флойда Мейвезера-младшего (50-0-0). Рекорд был поставлен после победы над индонезийцем Мектисоном Марганти. После этого на миниатюрного тайца обратило внимание боксерское сообщество.

### 2019 год
31 мая 2019 года в городе Чаченгсау который расположен в 82 км от Бангкока, во второй раз встретился с японцем Тацуя Фукухара победу одержал в 8 раунде технической остановкой боя. 25 октября встретился с бывшим чемпионом по версии IBO южноафриканцем Симфиве Конко, бой продлился все 12 раундов и Ваенхонг перебоксировал Симфиве отправляя его в нокдаун в 7 раунде, единогласным мнением судей (116—110, 117—109, 118—109,) выиграл Ваенхонг, и защитил свой титул в 12 раз и довел свой рекорд до 54 побед без поражений.

## Завершение карьеры
21 июня 2020 года Менайотин объявил о завершении профессиональной карьеры, сделав вакантным титул WBC в минимальном весе. Статистика Менайотина в профессионалах составила рекордные 54-0